# Germania Kattowitz
Germania Kattowitz, Germania Katowice – klub piłkarski z siedzibą w Katowicach, działający w latach 1905–1922, dwukrotny mistrz Górnego Śląska. Klub  utożsamiany był z przedwojenną społecznością niemiecką miasta. 

## Historia
Klub powstał w 1905 roku był trzecim klubem w Katowicach po FC Preussen Kattowitz i Dianie Kattowitz. Pierwszy oficjalny mecz rozegrany został z drużyną SC Diana Kattowitz, który Germania wygrała w stosunku 1:0. W 1906 roku klub SC Germania znalazł się w gronie założycieli Katowickiego Związku Piłkarskiego (Kattowitzer Ballspiel-Verband), który w tym samym roku został członkiem Południowo-Wschodniego Niemieckiego Związku Piłki Nożnej (Südostdeutscher Fußball-Verband) i tym samym Niemieckiego Związku Piłki Nożnej. W latach 1907–1922 klub SC Germania był dwukrotnym mistrzem Górnego Śląska (górnośląskiej ligi): 1910 i 1911, zaś 13 lipca 1922 r. stał się wraz z innymi 43 niemieckimi klubami wschodniego Górnego Śląska członkiem założycielem powstałego w tym dniu w Królewskiej Hucie, niemieckiego Wojewodschaftsfußballverband (Wojewódzkiego Związku Piłki Nożnej). Piłkarze grali w koszulkach z pasami biało-czerwonymi i w czarnych spodenkach. Klub korzystał z boiska przy obecnej ulicy Józefa Poniatowskiego w Katowicach. Wśród piłkarzy Germanii obok Niemców byli także Polacy. Germania, osłabiona kadrowo po I wojnie światowej, grała w niemieckich rozgrywkach do 1922 roku. Po przyłączeniu Katowic do Polski klub został rozwiązany.

## Sukcesy
- Mistrz Górnego Śląska (x2): 1910, 1911